# لوبشتورف
لوبشتورف (به آلمانی: Lübstorf) یک شهر در آلمان است که در نوردوست‌مکلنبورگ واقع شده‌است. لوبشتورف ۱٬۵۱۹ نفر جمعیت دارد.